# Агрессивное поведение

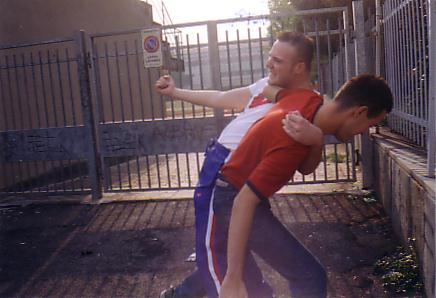
Уличная драка в Италии

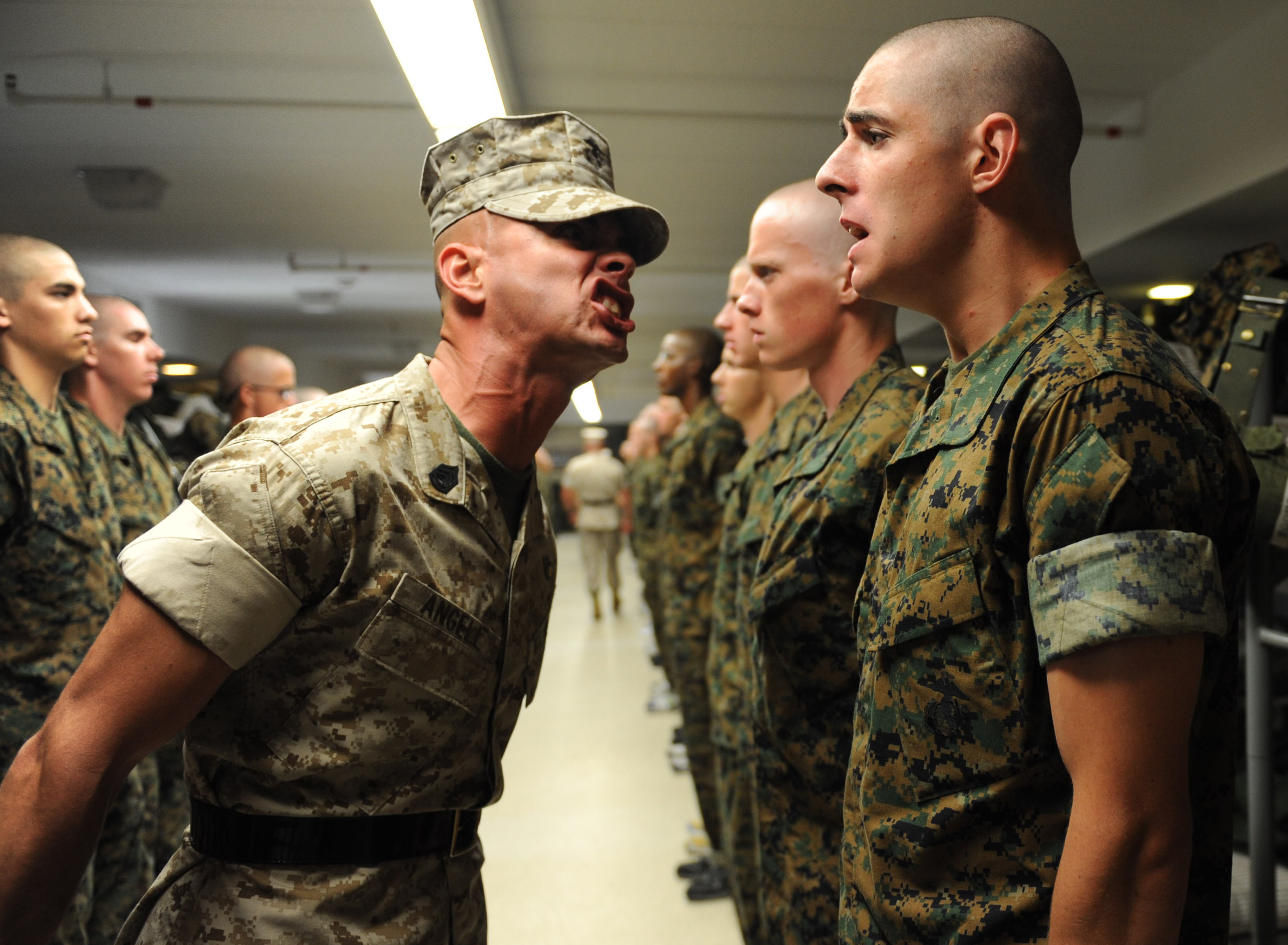
Сержант морской пехоты США инструктирует молодых курсантов.

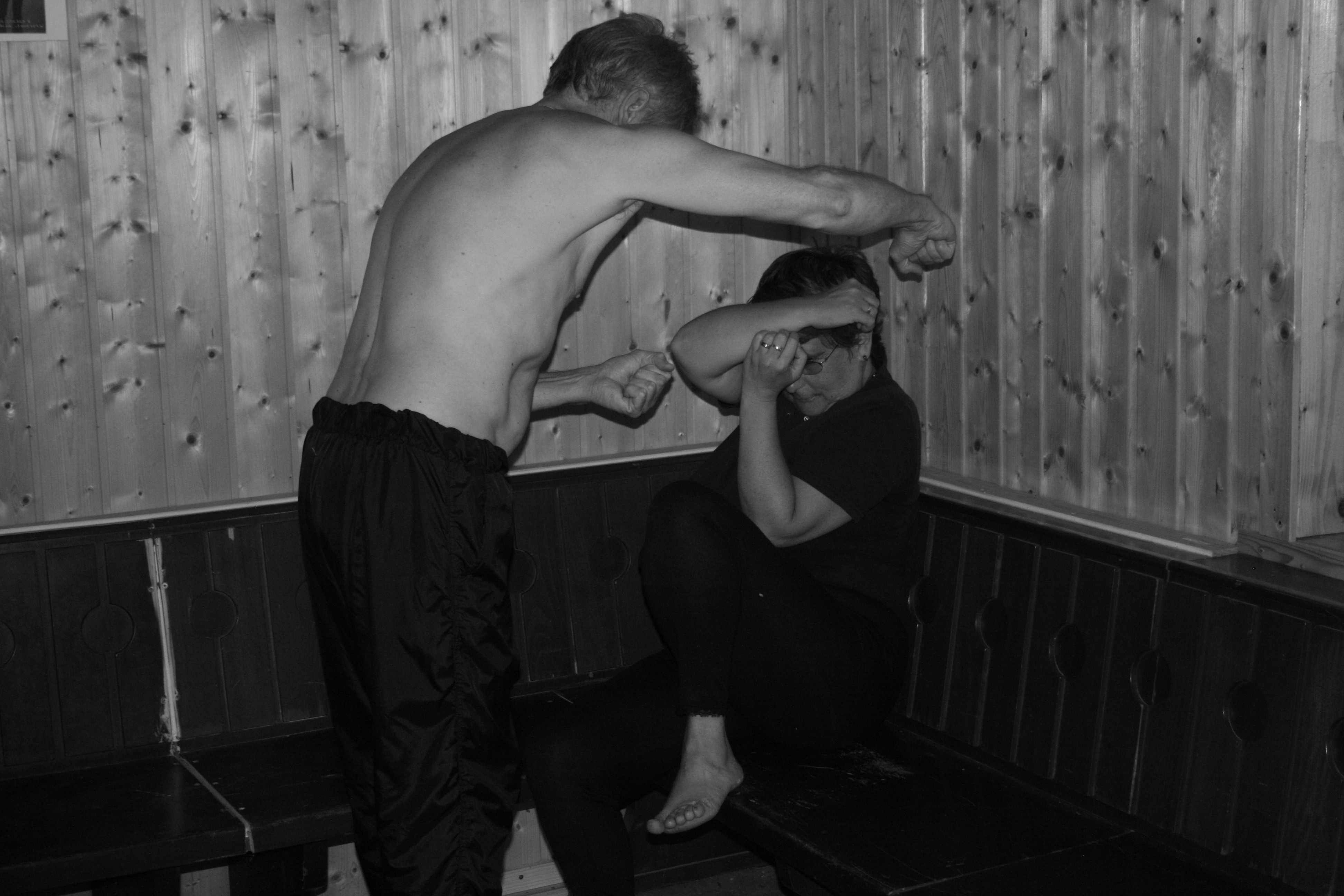
Домашнее насилие

Агресси́вное поведе́ние, агре́ссия (от лат. aggressiō — нападение) — мотивированное деструктивное поведение, противоречащее нормам сосуществования людей, наносящее вред объектам нападения, приносящее физический, моральный ущерб людям или вызывающее у них психологический дискомфорт.

## Агрессивное поведение в социуме
Во всех социумах агрессивное поведение, направленное на членов социума, осуждается и агрессор подвергается наказанию вне зависимости от того, затронули ли его агрессивные действия интересы наказывающего («наказание третьей стороной»). Эта норма осознаётся людьми в самом раннем детстве, как минимум с восьмимесячного возраста. «Третейское наказание» является универсальной нормой человеческой культуры.

## Подходы к определению агрессии
Существуют различные подходы к определению данного феномена. Обозначим лишь некоторые из них:
- Нормативный подход означает, что в дефинициях агрессии особый акцент делается на её противоправности, «противоречивости» общественным нормам. О. Мартынова определяет агрессию как «целенаправленное деструктивное поведение, противоречащее нормам и правилам сосуществования людей в обществе». Термин «криминальная агрессия» также определяется в рамках нормативного подхода и обозначает «поведение, нацеленное на умышленное причинение физического и морального вреда другому живому существу, в силу чего действия агрессора вступают в противоречие с нормами уголовного права, хотя сам он не всегда становится объектом уголовно-правового воздействия» (Д. Жмуров, 2005). Т. Румянцева высказывает мнение о том, что поведение может называться агрессивным при наличии двух обязательных условий: а) когда имеют место губительные для жертвы последствия; б) когда нарушены нормы поведения.
- Глубинно-психологические подходы утверждают инстинктивную природу агрессии. В данном случае агрессия представляется врождённым и неотъемлемым свойством любого человека. Наиболее яркими представителями данного подхода являются психоаналитическая и этологическая школы (К. Юнг, З. Фрейд, Г. Гартман, Е. Крис, К. Лоренц, Ардри, Моррис).
  - Представители психоанализа связывают агрессию с проявлением «инстинкта смерти» у человека (Танатос, тень).
  - К. Лоренц считает, что «агрессия у людей представляет собой совершенно такое же самопроизвольное инстинктивное стремление, как и у других высших позвоночных животных». Кроме того, в своей работе «Агрессия»[4] он отмечает, что у некоторых животных «агрессивное» поведение по своим проявлениям практически не отличается от сексуального.
- Целевые подходы заключают в себе определения агрессии с точки зрения её функциональности. Так, агрессия рассматривается как инструмент успешной эволюции, самоутверждения, доминирования, адаптации или присвоения жизненно важных ресурсов. Шваб, Коэроглоу видят в агрессии «специфически ориентированное поведение, направленное на устранение или преодоление всего того, что угрожает физической и (или) психической целостности организма» (Shwab, Couroglou). Х. Кауфма утверждает, что «агрессия — это средство, с помощью которого индивидуумы пытаются получить свою долю ресурсов, что, в свою очередь, обеспечивает успех в естественном отборе». Э. Фромм рассматривает злокачественную агрессию как инструмент доминирования, выражающегося в стремлении «человека к абсолютному господству над другим живым существом». Иногда агрессию рассматривают как неотъемлемую часть гомеостаза человека. Гомеостаз — это нормальное состояние равновесия органических и других процессов в живой системе и агрессия, в данном случае, представляет собой инструмент психической саморегуляции.
- Подходы, акцентирующие внимание на последствиях агрессии, описывают её результаты. Уилсон обозначает агрессию как «физическое действие или угрозу такого действия со стороны одной особи, которые уменьшают свободу или генетическую приспособленность другой особи». Мацумото пишет, что «агрессию можно определить как любой поступок или поведение, которое причиняет боль другому человеку физически или психически». А. Басс, в рамках указанного подхода, предлагает несколько определений агрессии. «Агрессия — реакция, в результате которой другой организм получает болевые стимулы». «Агрессия — это не свойство, а явление, реализованное в специфическом поведении, в конкретном действии — угроза, либо нанесение ущерба другим» (Buss). Зильман предлагает похожее определение. Он считает, что «агрессия — это нанесение или попытка нанесения телесных или физических повреждений».
- Подходы, основанные на оценке намерений агрессора (Креч Д., Кратчфилд Р., Ливсон Н). В данном случае агрессия понимается как «вид поведения, физического или символического, которое мотивировано намерением причинить вред кому-то другому» (Л. Берковиц) или как «форма поведения, нацеленного на оскорбление или причинение вреда другому живому существу, не желающему подобного обращения» (Р. Бэрон, Д. Ричардсон).[5] В 9-м издании словаря Вебстера под агрессией понимается «активное действие или решительные меры, в особенности с намерением силой добиться господства или завладеть чем-либо».
- Эмоциональные подходы уделяют особое внимание чувственной составляющей акта агрессии. Поэтому агрессия понимается как «проявление в чувствах и действиях индивида (социальной группы) враждебности — антагонизма, недружелюбия, неприязненного отношения, ненависти…» (Трифонов Е. В.). Ю. Щербина понимает речевую агрессию как «обидное общение, словесное выражение негативных эмоций, чувств или намерений».
- Многоаспектные подходы включают в себя все перечисленные выше подходы или их комбинацию, наиболее целесообразную с точки зрения отдельного автора. Приведём ряд примеров. Агрессия — это целенаправленное разрушительное, наступательное поведение, нарушающее нормы и правила сосуществования людей в обществе, наносящее вред объектам нападения (одушевлённым и неодушевлённым), причиняющее физический ущерб людям и вызывающее у них психический дискомфорт, отрицательные переживания состояния страха, напряжённости, подавленности (Семенюк, 1991; Ениколопов, 1994).[6] Агрессия (агрессивность) — системное социально-психологическое свойство, которое формируется в процессе социализации человека и которое описывается тремя группами факторов: субъективными (внутриличностными, характеризующими психологическую деятельность агрессора), объективными (характеризующими степень разрушения объекта и причинения ему вреда) и социально-нормативными, оценочными факторами, такими как морально-этические нормы или уголовный кодекс (Соловьёва, 1995).
- Недифференцированные подходы, как правило, отражены в частных психологических теориях и не объясняют сути агрессии, определяя её в узко-теоретических рамках. Бихевиоризм трактует агрессию «как драйв», «естественный рефлекс человека», «как следствие фрустрации» или форму реагирования на физический и психический дискомфорт и т. д. (Д. Доллард, С. Фишбах, Л. Берковиц). Представители когнитивных теорий считают, что «агрессия — это результат научения» (А. Бандура).[7] Иные исследователи полагают, что агрессия — это «тенденция приближения к объекту или удаления от него» (Л. Бендер), или «внутренняя сила, дающая человеку возможность противостоять внешним силам» (Ф. Аллан). В рамках интеракционизма агрессия рассматривается как следствие объективного конфликта интересов, несовместимости целей отдельных личностей и социальных групп (Д. Кэмпбелл, М. Шериф). Подобные определения, как уже говорилось, представляют собой общие формулировки и не всегда понятно объясняют, что же такое агрессия.

Несмотря на большое число подходов, ни один из них не даёт полного и исчерпывающего определения агрессии, отражая лишь ту или иную грань данного явления.

"Роль гнева в психическом развитии, особенно в динамике таких ужасных переживаний, которые способны разрушить все поступательное движение жизни, давно известна. Латинские учёные и поэты Сенека и Плутарх много писали о гневе. В недавней работе Аверил сообщает, что примерно 90 лет назад известный американский психолог Дж. С. Холл насчитал около 2200 состояний гнева, описанных в его исследованиях. На сегодняшний день различные школы психологии активно изучают гнев и обсуждают, как с ним бороться, как избавляться от него и как его использовать.

## Виды агрессии
А. Басс и А. Дарки выделяют следующие пять видов агрессии:
1. Физическая агрессия (физические действия против кого-либо);
2. Раздражение (вспыльчивость, грубость);
3. Вербальная агрессия (угрозы, крики, ругань и т. д.);
4. Косвенная агрессия, направленная (сплетни, злобные шутки) и ненаправленная (крики в толпе, топанье и т. д.);
5. Негативизм (оппозиционное поведение).

## Формы агрессии

### По Э. Фромму
Эрих Фромм выделял следующие формы агрессии:
- Игровая агрессия — используется в целях демонстрации своей ловкости, умения, а не в целях разрушения. Не мотивировано ненавистью или деструктивностью.
- Реактивная агрессия — защита жизни, свободы, достоинства, а также собственного или чужого имущества:

- Фрустрация потребностей и желаний;
- Зависть и ревность;
- Месть;
- Потрясение веры (в жизнь, любовь; разочарование).

- Архаическая жажда крови.
- Компенсаторная (злокачественная) агрессия — жестокость и деструктивность, насилие, служащее «импотентному» человеку в качестве замены продуктивной жизни:

- Садизм (стремление подчинить живое своей власти, сделать его беспомощным объектом своей воли);
- Некрофилия (любовь к неживому);
- Хроническая депрессия и скука.

### По Джорджу К. Саймону
Согласно Джорджу Саймону (англ. George K. Simon), агрессию можно разделить на открытую и скрытую. Последняя чаще всего служит механизмом межличностных манипуляций. Люди, для которых характерно скрыто-агрессивное поведение, всегда стремятся настоять на своём, подчинить себе других людей и контролировать ситуацию, но при этом используют приёмы, маскирующие их агрессивные намерения. Они могут выглядеть вежливыми, обаятельными и привлекательными, оставаясь при этом беспринципными, коварными и злопамятными бойцами.

## Причины агрессивного поведения
Агрессивность человека не связана с его полом, но зависит от культурной (социальной) среды. Так, в одном архаичном обществе одинаково агрессивны и мужчины, и женщины, тогда как в соседнем с ним таком же обществе мужчины чаще проявляют агрессию, чем женщины.
Уровень физической агрессии зависит от генетических факторов, в частности, от восприимчивости рецепторов гормонов-андрогенов, которая определяется длиной последовательности цепочки повторов триплетов CAG (Цитозин—Аденин—Гуанин) в гене рецепторов андрогенов. Исследователи, изучавшие африканские племена, обнаружили, что у более агрессивных мужчин эта цепочка короче. На уровень агрессии влияют гены:
-увеличивающие активность дофамина и норадреналина;
-снижающие активность ГАМК;
-усиливающие половые гормоны;
-усиливающие действия гормонов стресса (адреналин, кортизол).
Однако агрессия — это сложная поведенческая реакция, и длина цепочки, кодирующей рецепторы андрогенов — не единственный генетический фактор.
Агрессию также можно рассматривать с точки зрения нейрофизиологии. Изначально стоит пояснить, что агрессия - один из активно-оборонительных вариантов реагирования на раздражитель, что объясняется врождённо заданной потребностью в безопасности. В свою очередь за агрессию (команду мозга "дерись!") отвечают центры агрессии - миндалина и задний гипоталамус. Интересен тот факт, что раковые опухоли в миндалевидном теле головного мозга могут быть причиной маниакального поведения.
Миндалина обеспечивает сбор стрессогенных сигналов и их проведение к гипоталамусу, через который развиваются эндокринные и вегетативные реакции, а также эмоции. Также стоит упомянуть ассоциативную лобную долю и поясную извилину, поскольку через них развиваются поведенческие (двигательные) реакции: кора запускает движения, выбирает программу ("бей" или "беги"), а извилина сравнивает реальные и ожидаемые результаты, запускает генерацию "быстрых" эмоций. У агрессивных людей высокая активность миндалины и низкая у поясной извилины.
На быстроту реакции влияют адреналин и норадреналин, которые выделяют симпатические нервы и мозговое вещество надпочечников. Поэтому можно утверждать, что эти два гормона повышают уровень агрессии.
Кора надпочечников вырабатывает кортикостероиды, часть из которых (кортизол) управляет обменом глюкозы в организме, в особенности, усиливает её образование из других веществ (белков, жиров). Этот эффект чаще всего наблюдается при стрессе, следовательно, кортизол косвенно влияет на уровень агрессии.
Кроме того на агрессию влияют такие гормоны как дофамин и серотонин. Первый взаимодействует с черной субстанцией и ядрами вентральной покрышки головного мозга, следовательно, если дофамина много, то движения получаются более резкими, его реакция и активность центра положительных эмоций повышаются. Серотонин же влияет на центр отрицательных эмоций: его избыток снижает активность данного центра (иными словами, серотонин действует как антидепрессант), а значит, так же как и дофамин, снижает уровень агрессии при достаточных количествах.

### Личностные особенности, которые влияют на развитие агрессивности
- Склонность к импульсивным поступкам.
- Эмоциональная восприимчивость — склонность испытывать чувство неудовлетворённости, обиду, дискомфорт.
- Вдумчивость (инструментальная агрессия) и рассеянность (эмоциональная агрессия).
- Враждебная атрибуция — интерпретация любых неоднозначных стимулов как враждебности.
- Ребёнок, наблюдающий за родителем, который использует физические выражения гнева, такие как удар по стене, скорее всего, будет использовать то же поведение. Ребёнок, который наблюдает, что родитель спокойно справляется с гневом, с большей вероятностью будет делать то же самое.

## В культуре
- «Миссия „Серенити“», научно-фантастический художественный фильм 2005 г., США. По сюжету фильма высшее политическое руководство Альянса (название межгалактического федеративного государства) провело на одной из планет тайный эксперимент по распылению газа под названием «Пакс», действие которого должно было свести к минимуму проявления агрессии у населения. Однако эксперимент обернулся чудовищными непредсказуемыми последствиями.
- «Заводной Апельсин». Одной из главных тем, поднимающихся в известном произведении Энтони Бёрджесса, являлось подавление агрессии и других злонамеренных побуждений в отдельно взятом индивидууме. В ходе сюжета главный герой претерпевает множество изменений личной жизни после проведённого исправительного сеанса в тюрьме.